# Burnaby—Seymour
Pour les articles homonymes, voir Burnaby (homonymie) et Seymour.
Burnaby—Seymour est une ancienne circonscription électorale fédérale de la Colombie-Britannique, représentée de 1968 à 1979.
La circonscription de Burnaby—Seymour est créée en 1966 avec des parties de Burnaby—Coquitlam, Burnaby—Richmond et Coast—Capilano. Abolie en 1976, elle est redistribuée parmi Burnaby et North Vancouver—Burnaby.
Lors des élections de 1968, le chef néo-démocrate Tommy C. Douglas se présente sans succès contre le libéral Ray Perrault.

## Géographie
En 1966, la circonscription de Burnaby—Seymour comprenait:
- Une partie est de la ville de North Vancouver, délimitée par le ruisseau Lynn, Burnaby Heights, Capitol Hill, les lacs Brentwood et Deer
- Une partie de la ville de Burnaby, l'autoroute Grandview, l'avenue Edmonds et les rues Sperling et Pandora

## Député
1. 1968-1972 — Ray Perrault, PLC
2. 1972-1974 — Nels Nelson, NPD
3. 1974-1979 — Marke Raines, PLC

- NPD = Nouveau Parti démocratique
- PLC = Parti libéral du Canada